# 萡子村
萡子村，為台灣雲林縣之村落，位在四湖鄉西南境，居萡子寮漁港東北方，為今稱「萡子寮」所轄村落之一，另其二村是萡東村、廣溝村，三村行政區皆劃分為四湖鄉，為戰後於1950年進行行政區域調整，原為日治時期之大字，轄屬台南州北港郡四湖庄，更成現今所轄。萡子村除了轄原萡子寮一部分外，還有西側名為「新厝」（又稱「新庄」）的小聚落。
萡子寮同名聚落，現今存在兩處，在一南一北的位置，分別是口湖鄉蚵寮村下萡子寮，頂萡子寮就是本文所提萡子寮位置。
根據四湖鄉戶政事務所的人口統計，萡子村的人口數最高峰曾達2,075人，至2005年底（民國九十四年）人口為401戶1,204人；本村的人口數雖曾在2002年（民國九十一年）略有成長，但是2003年（民國九十二年）之後仍逐年在減少中。

## 名由
萡子寮來由有三：
1. 萡子為魚類一種名稱，漁民為捕撈萡子而搭建寮子，後成聚落而得[7]。
2. 箔子，全名叫遮箔子，以竹或木椿製成的定置漁網，為漁撈工具一種，建造小屋來置放漁網，故得[9]。
3. 先民來自泉州至此[注 2]，後因海嘯襲擊，水災損害，歷經三次由西向東漂泊，於今日位置落腳定居，取漂泊之意命名[9]。

## 歷史
清道光25年（1845年），農曆6月7日，位在現今口湖鄉金湖村發生水災，受海水捲岸襲來般海嘯，造成金湖、台子、成龍、新港、下湖口、蚵子寮、下崙等地受災，至最北的萡子寮也受波及。
因此，衍生出牽水𰹬宗教儀式，以慰祭6月7日罹難村民。今日於萡子寮可見萬人塚。
根據1904年《臺灣堡圖》，萡子寮聚落原位於今聚落西側一公里處，更加臨海，約今黑森林自行車道處；至1920年代新繪的地圖，萡子寮聚落已牽至今處。而在《臺灣堡圖》中，今萡子村管轄的新厝位在更西北處，在今廣溝厝西側七八百公尺處，位於當時萡子寮的北方；1920年代才遷到今處。

## 解

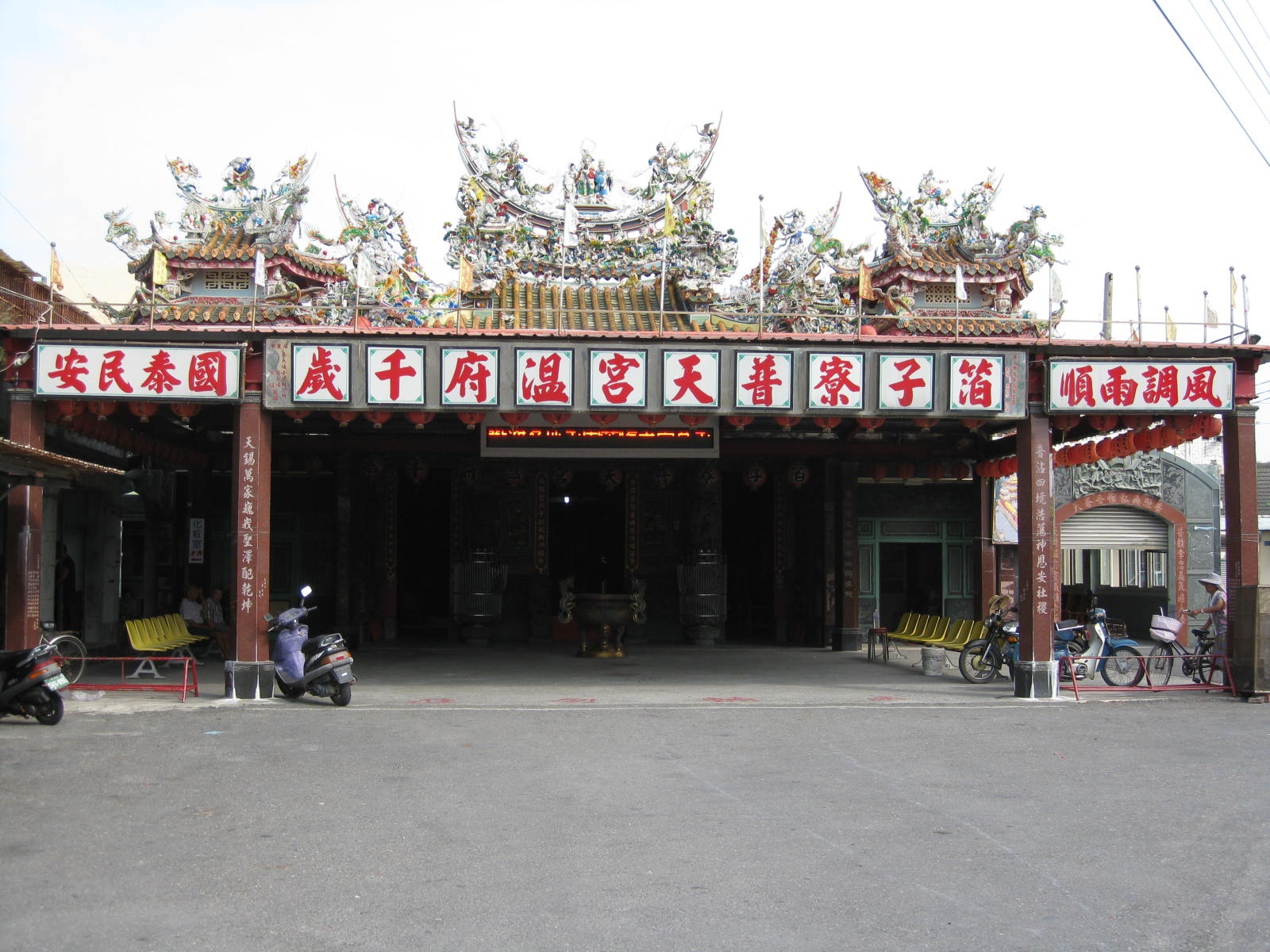
萡子寮普天宮

1. ↑  村名正確寫法，是以四湖鄉戶政事務所頒發門牌地址寫法為基準，因萡字是罕見字，台語發音，有書寫作「箔仔村」。
2. ↑  原居地已不復見，據史記載聞知，是沉落海中。
3. ↑  牽水𰹬，亦作車藏、車狀或牽水藏。
4. ↑  萡子寮萬人塚，葬於今廣溝村新庄子，不屬於萡子村。

## 外部連結
雲林縣四湖鄉公所全球資訊網─村辦公處 （页面存档备份，存于）
雲林縣政府全球資訊網 （页面存档备份，存于）